# 6948 Gounelle
6948 Gounelle (1981 ET22) là một tiểu hành tinh vành đai chính được phát hiện ngày 2 tháng 3 năm 1981 bởi S. J. Bus ở Đài thiên văn Siding Spring trong khóa học thuộc Khảo sát tiểu hành tinh Schmidt-Caltech vương quốc Anh.